# Virtuți strămoșești
Virtuți strămoșești a fost o colecție (nenumerotată) editată de Editura Ion Creangă în perioada 1977–1987. Toate volumele apărute au fost romane și povestiri istorice aparținând scriitorilor români contemporani.

Numele și formatul colecției a fost, probabil, inspirat de volumul Virtuți strămoșești (1976) al lui Petru Demetru Popescu, cu copertă și ilustrații realizate de Vasile Socoliuc. 

## 1977
- Ion Aramă - Ultima redută (roman), copertă și ilustrații Romeo Voinescu
- Grigore Băjenaru - Spătarul Coman de Suceava (roman), copertă Romeo Voinescu

## 1978
- Elena Gronov-Marinescu - La Porolissum (povestiri), copertă și ilustrații Marcel Chirnoagă

## 1979
- Vitalie Munteanu - Un vis împlinit (povestiri), copertă și ilustrații Romeo Voinescu
- Gligor Hașa - Legende strămoșești (povestiri), copertă și ilustrații Kalab Francisc

## 1980
- Grigore Băjenaru - Mărețul rege Burebista (roman), coperta: Adrian Ionescu
- Petre Hladchi- Bucovineanu- Din stejar, stejar răsare(povestiri), coperta Gheorghe Marinescu, ilustrații Gheorghe Cernăianu.

## 1981
- Ioan Ion Diaconu - Povestea unui steag tricolor, ilustrații: Romeo Voinescu
- Gligor Hașa - Comoara lui Decebal (roman), coperta: Gheorghe Marinescu
- Ada Orleanu - Doi ani de cutezanță (roman), coperta: Gheorghe Marinescu

## 1982
- David Sava - Nuntă în cetatea Biharea. Cuprinde și „Voievodul Gelu”. Copertă și ilustrații Gheorghe Marinescu
- Vitalie Munteanu - Lecția de istorie (din viața lui Badea Cârțan), coperta de Gheorghe Marinescu

## 1983
- Eugen Jianu - Ei au luptat pentru independență (povestiri), coperta: Valentin Tănase

## 1984
- Grigore Băjenaru - Povestiri de vitejie, coperta: Adrian Ionescu
- David Sava - Glad Voievod (povestiri), coperta: Dumitru Verdeș

## 1986
- Gligor Hașa - Sceptrul lui Decebal (roman), coperta: Puiu Manu
- Ion Mărgineanu - Iancu soare trudit (povestiri), ilustrații: Teodor Bogoi
- Ioan Cernat. Geo Călugăru - Focul pământului (povestiri), coperta Kalab Francisc
- Florian Cristescu - Din povestea neamului nostru(povestiri din volumele Povestea neamului nostru și Păsărele și păpuși), ilustrații Gheorghe Marinescu.
- Marius Florian - Pe urmele străbunilor, ilustrații Valentin Tănase

## 1987
- Ada Orleanu - De veghe la Dunăre și Mare (roman), ilustrații: Adrian Ionescu